# Arco superciliar
En anatomía, se denomina arco superciliar  a una eminencia ósea del cráneo que se encuentra situada sobre las cavidades oculares, en la porción anterior del hueso frontal, a la altura de la ceja, por encima del borde de la  órbita.

## Sinonimia

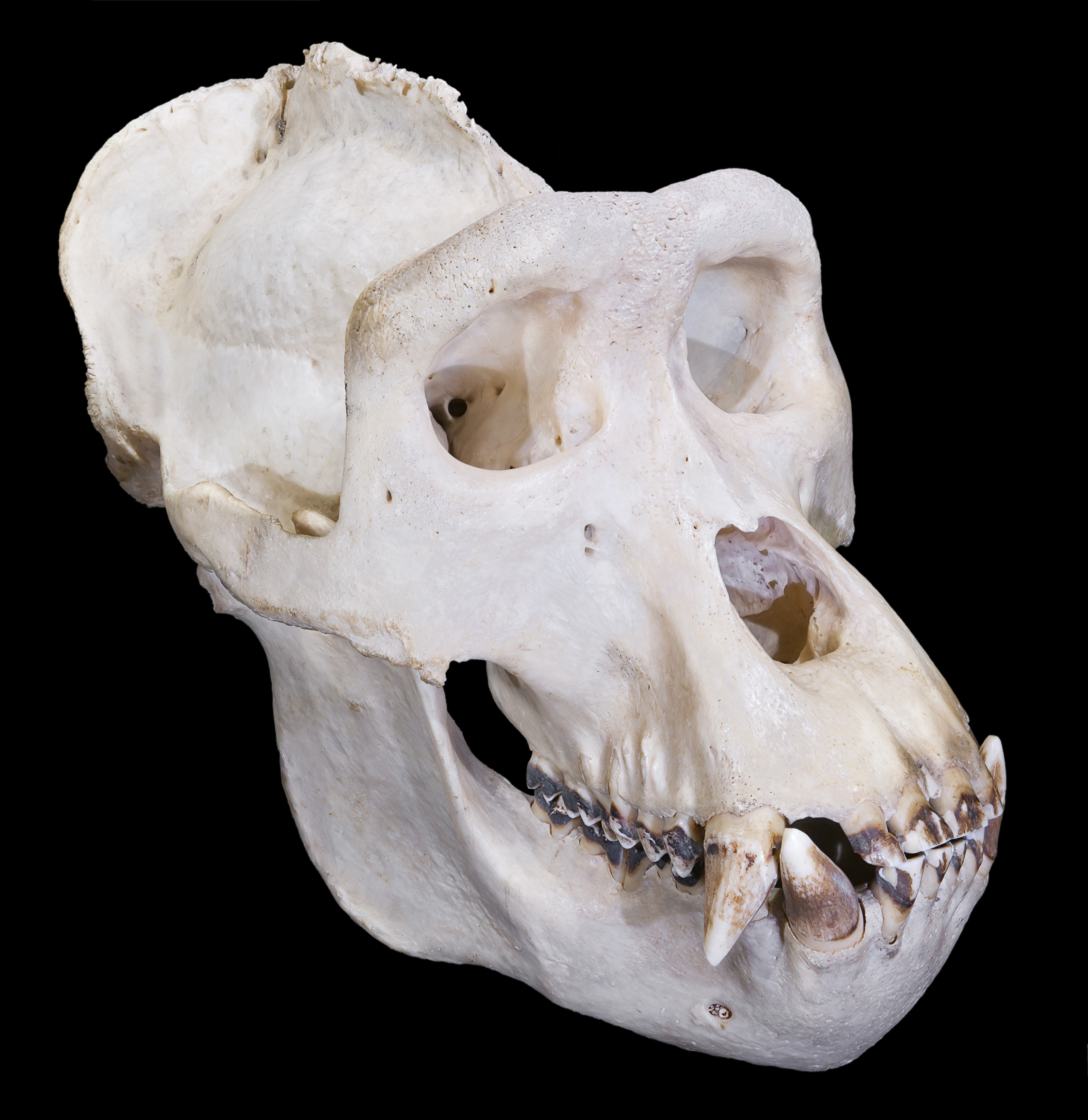
Arco superciliar muy marcado en el cráneo de un gorila macho.

Arco ciliar, arcus superciliaris, arco frontal, arco supraorbitario, cresta supraorbitaria o torus supraorbitario. En medicina se utiliza preferentemente el término arco superciliar, mientras que en antropología y arqueología se emplea con frecuencia el término torus supraorbitario.

## Descripción
Forma la separación entre la frente y las órbitas. Se presenta en todos los primates, incluyendo al hombre.

## Función
La función exacta de esta estructura ósea se desconoce, aunque se han propuesto diversas teorías:
- Disipación de las importantes fuerzas producidas por los músculos de la masticación y transmisión de las mismas al  área de la nariz y las órbitas.
- Refuerzo del hueso frontal que era más débil en todas las especies de homínidos anteriores al Homo sapiens.
- Protección del cráneo y los ojos contra traumatismos.

## Arqueología
Algunas especies extintas del género Homo, entre ellas el Homo neanderthalensis, presentan un arco superciliar muy marcado, lo que constituye una característica anatómica importante para diferenciar los cráneos de esta especie de los pertenecientes al Homo sapiens.

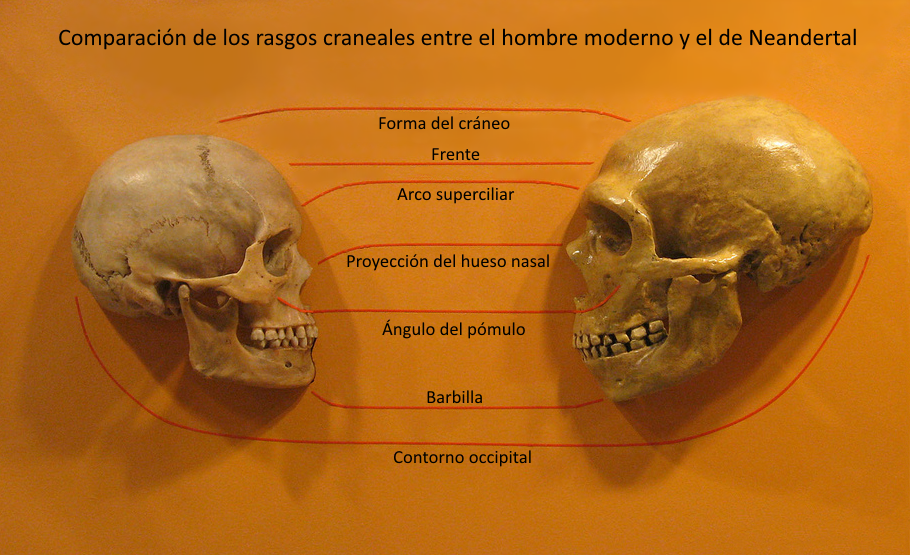
Comparación del cráneo de un Homo sapiens y un Homo neanderthalensis.